# Johannes Von Klebelsberg
Johannes Von Klebelsberg (28 de junio de 1995) es un deportista italiano que compitió en ciclismo de montaña en la disciplina de descenso. Ganó una medalla de bronce en el Campeonato Europeo de Ciclismo de Montaña de 2018.

## Palmarés internacional
| Campeonato Europeo | Campeonato Europeo | Campeonato Europeo | Campeonato Europeo |
| Año                | Lugar              | Medalla            | Competición        |
| ------------------ | ------------------ | ------------------ | ------------------ |
| 2018               | Lousã (Portugal)   | Medalla de bronce  | Descenso           |